# Comoro
Comoro (Komoro) ist ein Stadtteil im Westen Dilis, der Hauptstadt Osttimors und Suco des Verwaltungsamts Dom Aleixo (Gemeinde Dili).

## Geographie

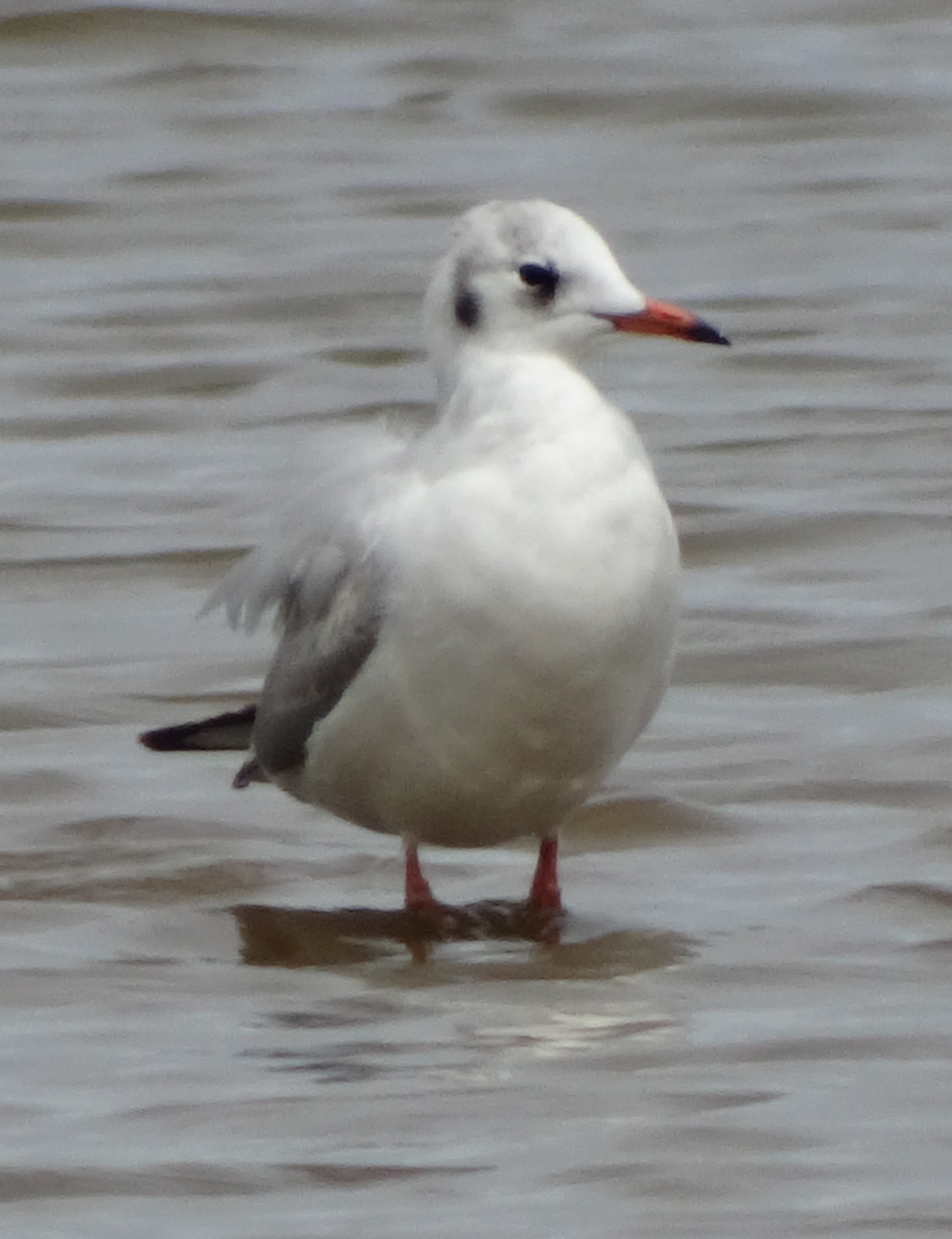
Einer der vielen Vögel in Tasitolu: Eine Lachmöwe

Comoro liegt im Westen des Verwaltungsamts Dom Aleixo. Nordöstlich liegt der Suco Fatuhada, östlich der Suco Bairro Pite, südöstlich der Suco Manleuana und nördlich die Sucos Bebonuk und Madohi. Im Süden und Westen befindet sich der Suco Tibar (Verwaltungsamt Bazartete, Gemeinde Liquiçá). Im Westen von Comoro liegen die drei Salzseen von Tasitolu, in die mehrere kleine Flüsse und Bäche, wie der Mota Tasitolu münden. Der Rio Comoro durchquert den Suco. Der Fluss führt allerdings nur in der Regenzeit Wasser. Durch den Norden des Sucos führt die Nördliche Küstenstraße, eine der wichtigsten Verkehrsverbindungen des Landes.
Der Suco wurde nach der Wiederherstellung der Unabhängigkeit Osttimors 2002 aus den Sucos Loscabubu, Suleur, Malinamoc und Rai Naca Doco zusammengefügt. Vor der Gebietsreform 2015 hatte Comoro eine Fläche von 25,18 km². Der Suco erstreckte sich über den gesamten Flusslauf des Rio Comoros innerhalb von Dili, inklusive der Mündung in die Straße von Wetar. Bis 2017 waren es 15,36 km², dann wurden im Norden die neuen Sucos Bebonuk, Madohi und Manleuana von Comoro abgetrennt, um die Verwaltungsstrukturen dem Bevölkerungswachstum anzupassen. Zu Manleuana kamen die Aldeias Badiac, Lemocari, Mane Mesac und Mauc. Die Aldeia Mate Lahotu Beto Timur wurde aufgelöst, dafür entstand mit Bayaleste (Baya Leste) eine neue Aldeia.
Der Suco Comoro teilt sich nun in 14 Aldeias. 12 de Outubro umfasst die Seen von Tasitolu, während der schmale Küstenstreifen zum Suco Madohi gehört. Östlich schließen sich Golgota, 4 de Setembro, Moris Foun und 30 de Agosto an. Am Ostufer des Rio Comoros liegen Fomento I, Fomento II und Fomento III an denen östlich Bayaleste, Aimutin, São Miguel und Ramelau Delta grenzen. Im äußersten Osten liegen schließlich die Aldeias São José und Posto Penal.
Das Stadtviertel Aimutin (aufgeteilt in Aimutin 1, Aimutin 2 und Aimutin Laran) dehnt sich über die gleichnamige Aldeia hin aus. Weitere traditionelle Stadtviertel sindöstlich des Rio Comoro Fomento und Haslaran. Am Westufer des Rio Comoros liegen Merdeka und Manluana. Weiter westlich befinden sich Kampung Baru (Kampungbaru) und Lih Baulelo, südlich der Seen von Tasitolu.

## Einwohner

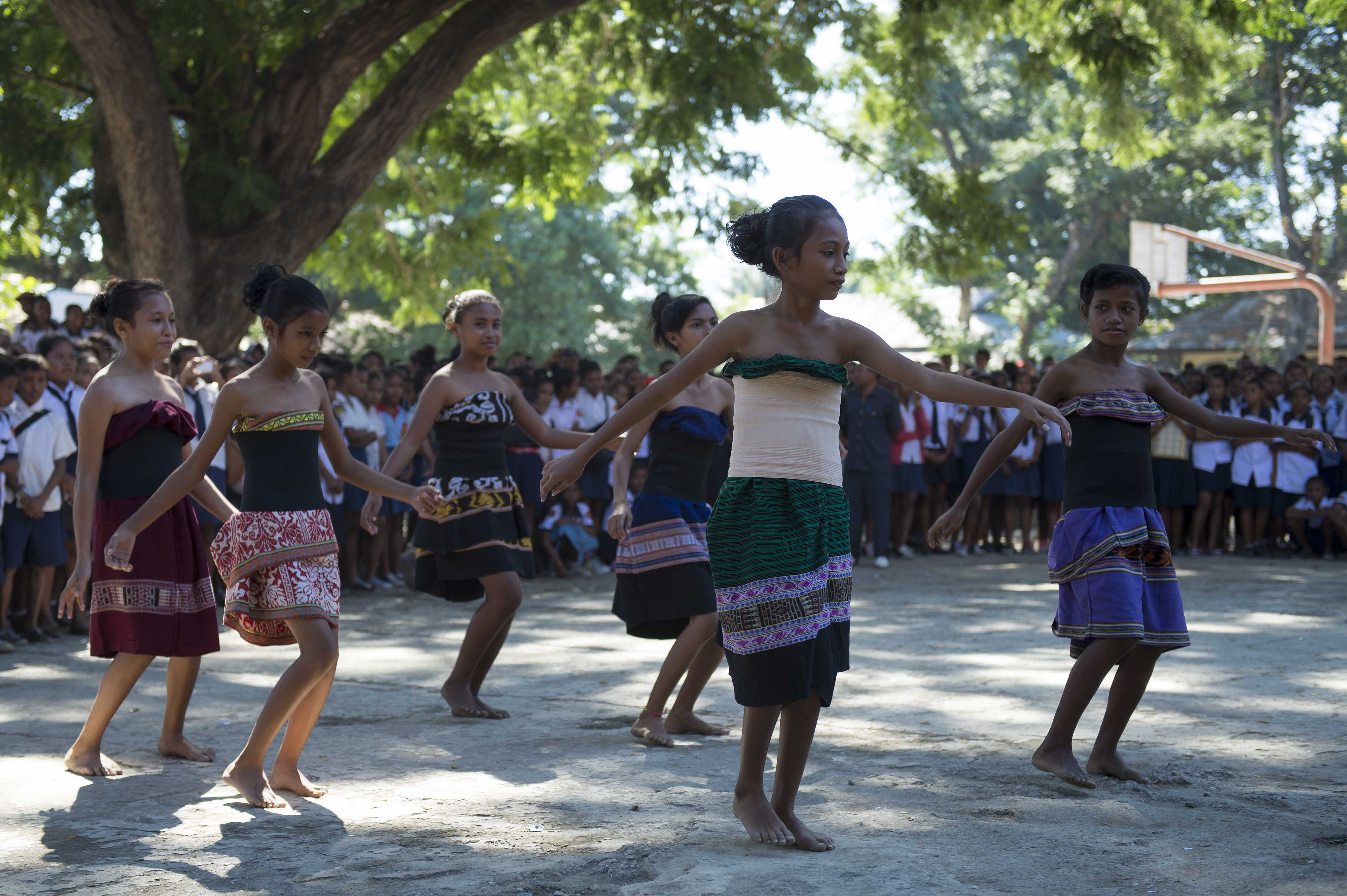
Mädchen der Grundschule Comoro führen einen traditionellen Tanz vor

In Comoro leben 58.891 Einwohner (2022), davon sind 30.183 Männer und 28.708 Frauen. Die gesamte Bevölkerung des Sucos wohnt in einer als urban klassifizierten Umgebung. Im Suco gibt es 10.899 Haushalte. Fast 93 % der Einwohner geben Tetum Prasa als ihre Muttersprache an. Daneben gibt es kleine Minderheiten anderer Sprachen: Tetum Terik, Baikeno, Bunak, Fataluku, Makasae oder Mambai.

## Geschichte
Während der indonesischen Besatzung wurde Comoro über den Rio Comoro hinaus bis zu den Seen von Tasitolu ausgedehnt.
Comoro war eines der Zentren der Unruhen von 2006, die Osttimor und vor allem Dili erschütterten. Auch in den folgenden Jahren kam es immer wieder zu Zusammenstößen zwischen verschiedenen Banden.

## Politik

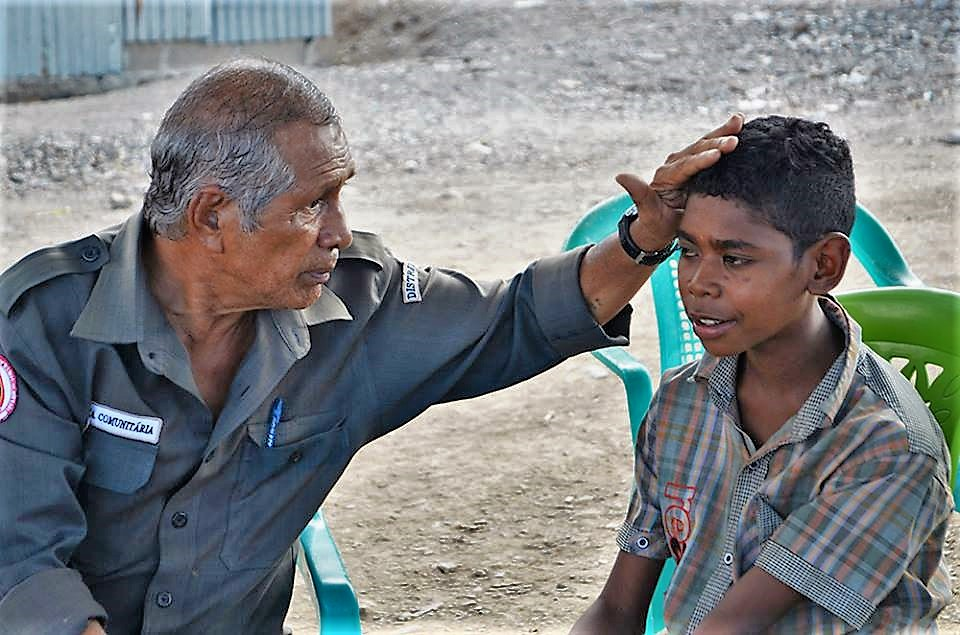
Eurico da Costa de Jesus, Chefe de Suco (2016)

Bei den Wahlen von 2004/2005 wurde Eurico da Costa de Jesus zum Chefe de Suco gewählt und 2009 und 2016 in seinem Amt bestätigt.

## Infrastruktur
Der Suco verfügt über drei Polizeistationen und ein kommunales Gesundheitszentrum in der Rua 30 de Agosto. Auch das Ausbildungszentrum der Polizei (Sentru Formasaun Polísia) befindet sich in Comoro.
Schulen im Suco sind die Universidade da Paz, die Escola Primaria Tasitolu, die Escola Primaria Kampung Baru, die Escola Primaria Aimutin, vier weitere Grundschulen, die Escola Pre-Secondario 30 de Agosto No. 1, die Escola Pre-Secondario 12 de Outubro, das Externato de São José, die Escola Secondaria Fimatil, und das Colégio São Miguel Arcanjo. Im Colégio São Miguel Arcanjo befinden sich die Räume des Televisão Educação Timor.

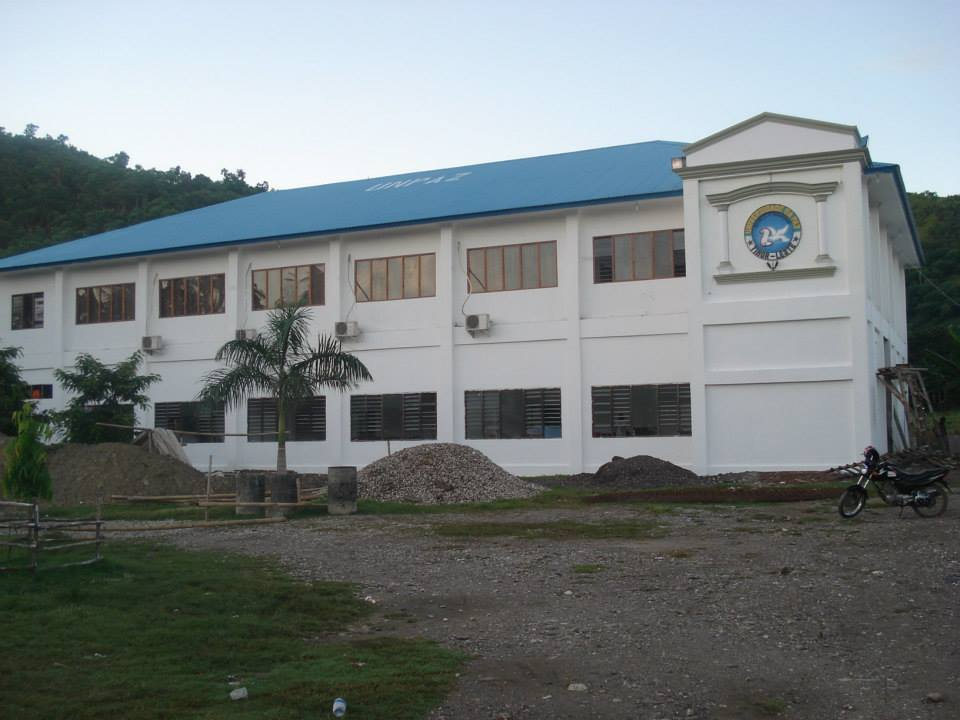
Universidade da Paz
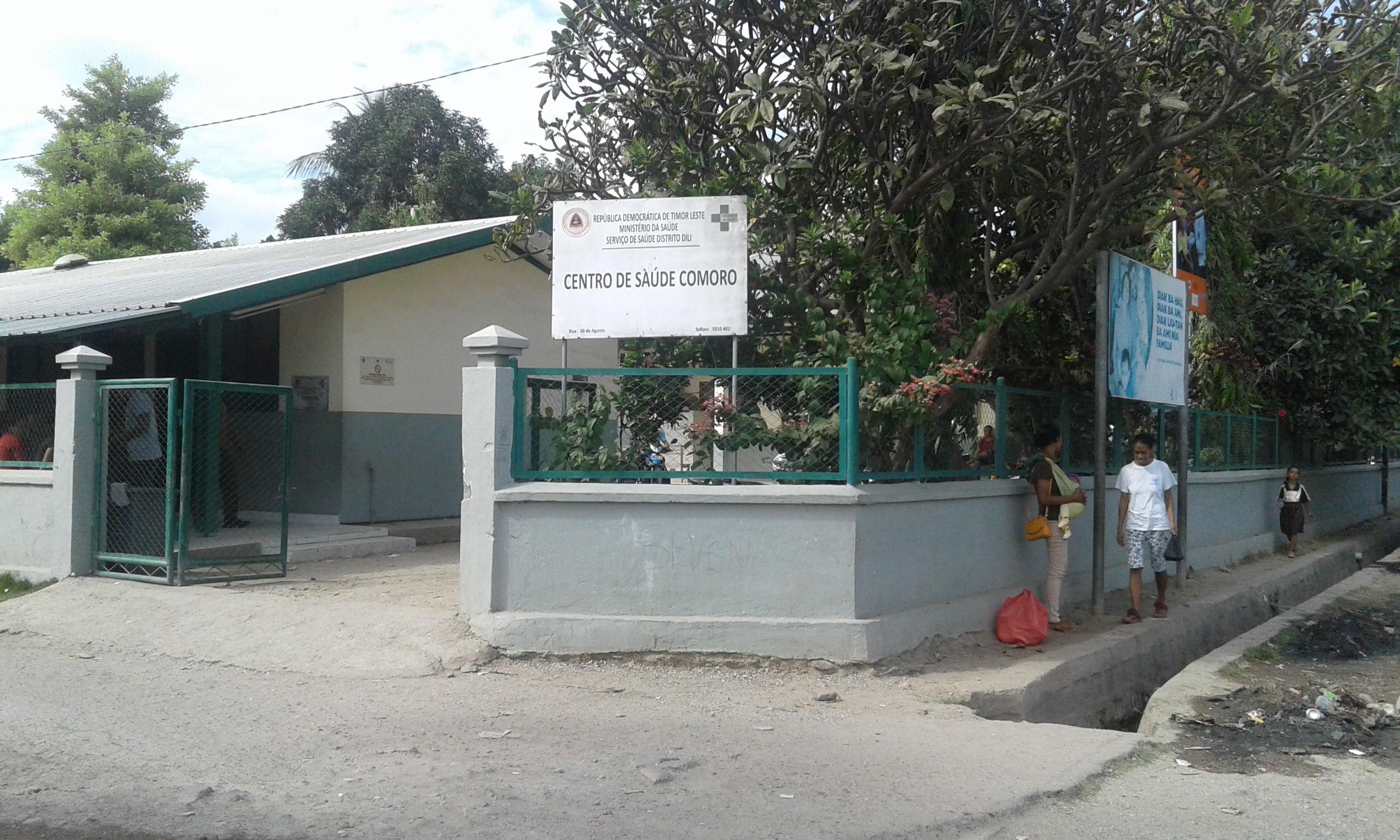
Das kommunale Gesundheitszentrum
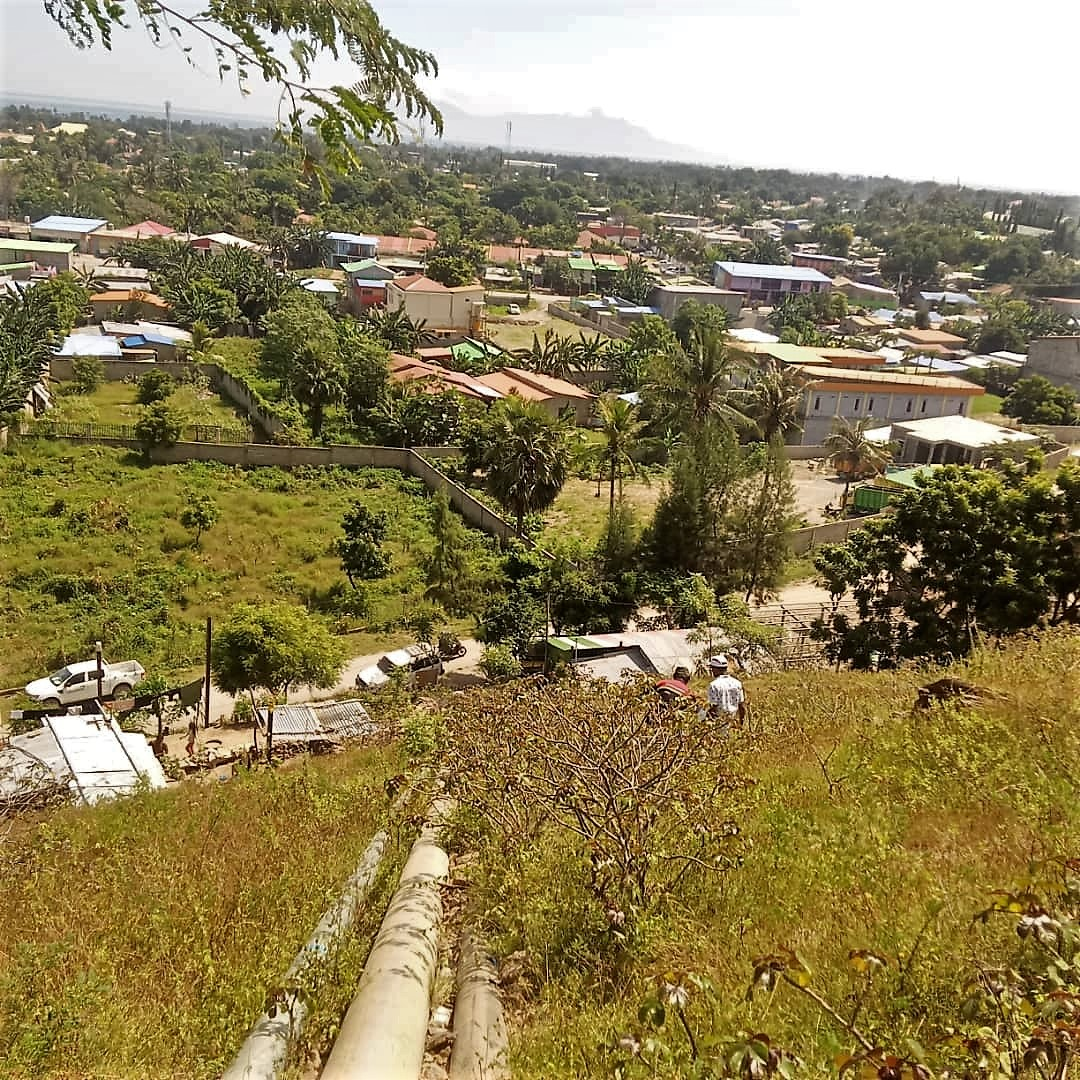
Wasserleitung in Golgota

## Kultur und Sehenswürdigkeiten
Inmitten des Kreisverkehrs in Comoro steht die 2014 eingeweihte, überlebensgroße Statue von Nicolau Lobato, nachdem auch der Flughafen benannt ist. Lobato war der erste Premierminister und später Präsident Osttimors. Er starb 1978 im Kampf gegen die indonesischen Invasoren.
Seit 2008 steht in Tasitolu eine sechs Meter hohe Monumentalstatue von Papst Johannes Paul II. Sie bildet so ein Gegenstück zur Jesusstatue auf der Ostseite in Cristo Rei. Neben der Papststatue befindet sich eine Kapelle, die ebenfalls an ihn und seine Messe am 12. Oktober 1989 in Tasitolu erinnert.
Ein Beispiel für die in Osttimor weit verbreiteten Mariengrotten (Gruta) ist die Lourdesgrotte Unserer Lieben Frau von Lourdes von Comoro mit einer lebensgroßen Marienstatue.
Die Salzseen von Tasitolu sind Lebensraum für zahlreiche Vögel. Das Meer vor der Küste ist ein hervorragendes Tauchgebiet.

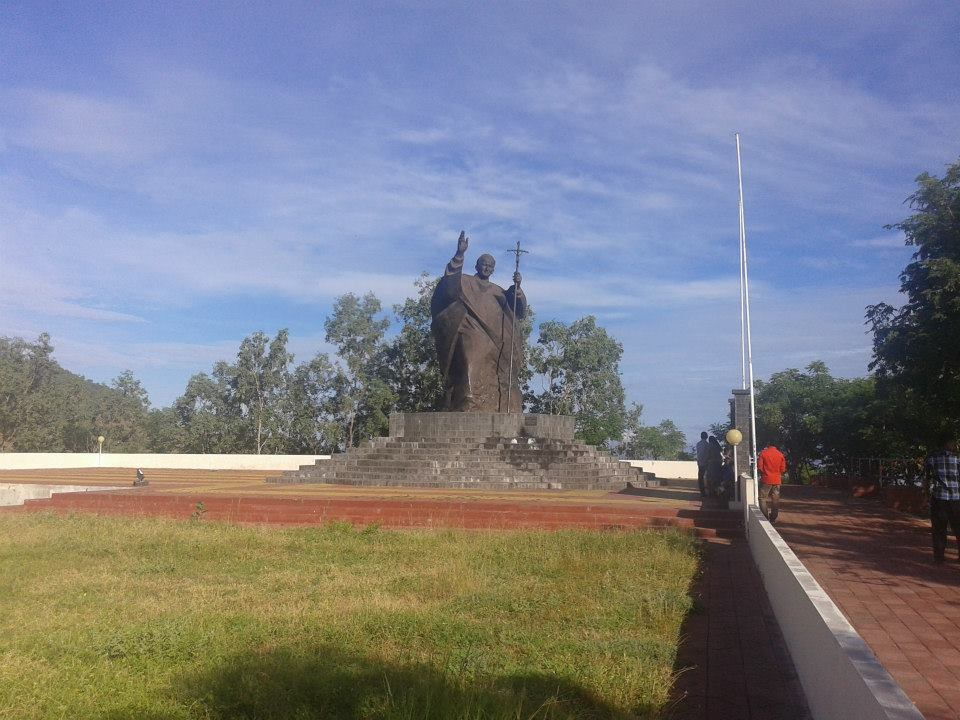
Papst Johannes Paul II. Statue in Tasitolu
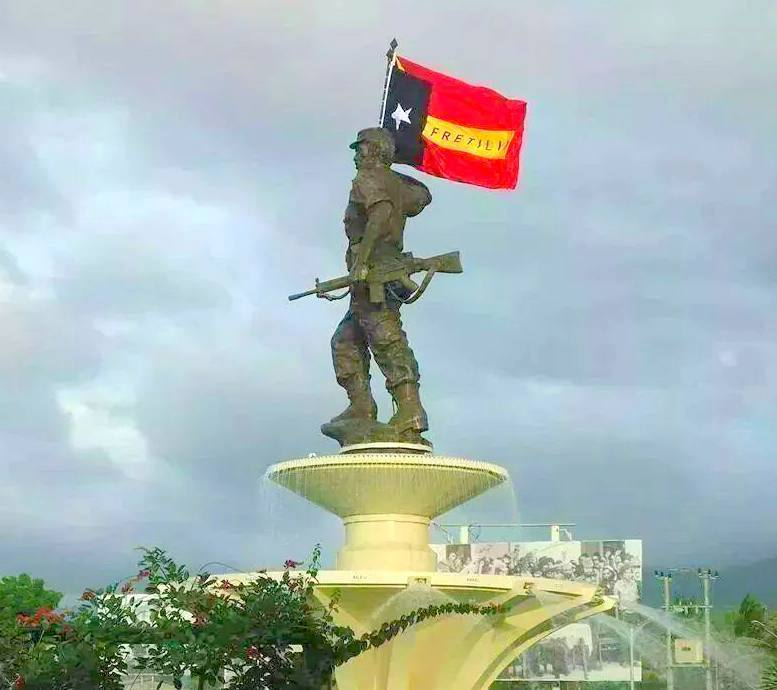
Kreisverkehr mit Lobatostatue
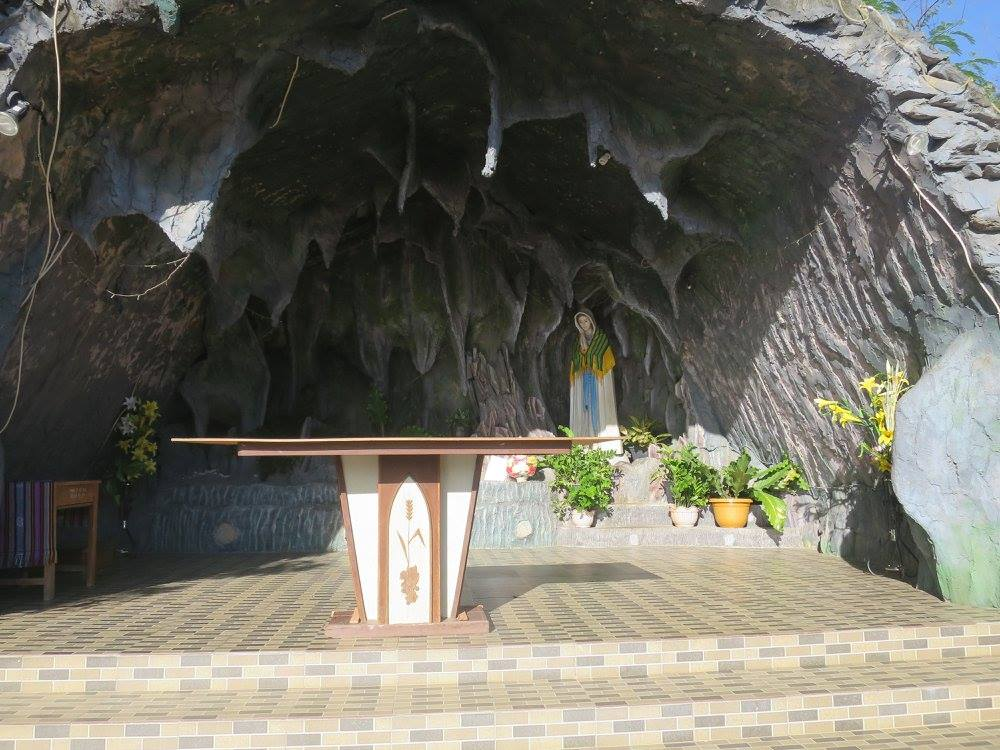
In der Lourdesgrotte

## Sport
Der Fußballverein Boavista Futebol Clube Timor-Leste (ehemals Carsae FC) hat seinen Sitz in Golgota.